# Ypsilorchis fissipetala
Ypsilorchis fissipetala – gatunek roślin z monotypowego rodzaju Ypsilorchis z rodziny storczykowatych (Orchidaceae). Rośliny rosną na drzewach oraz na terenach kamienistych na wysokościach do 1200 m do 1600 m n.p.m. W naturalnym środowisku rośliny rosną w temperaturze od około 10,1℃ do 23,0℃. Okres suchy trwa od grudnia do marca, zaś okres wilgotny kwietnia do listopada.
Rośliny z tego rodzaju występują w południowo-centralnych Chinach. Odkrywcy zaobserwowali rośliny w środowisku naturalnym na terenie powiatu Chengkou nieopodal miasta Chongqing oraz na terenie powiatu Malipo w prefekturze Wenshan w prowincji Junnan.

## Morfologia
Pseudobulwy małe, rosnące blisko siebie. Liście niewielkie. Kwiatostan z dużą liczbą, niewielkich kwiatów. Prętosłup z dwiema pyłkowinami.

## Systematyka
Rodzaj sklasyfikowany do plemienia Malaxideae z podrodziny epidendronowych (Epidendroideae) w rodzinie storczykowatych (Orchidaceae), rząd szparagowce (Asparagales) w obrębie roślin jednoliściennych.